# Полубог
Полубо́г является несовершенным божеством. В различные периоды и у разных народов термин использовался по-разному, но обычно относился к персонажу, достигшему божественного статуса после смерти или произошедшему в результате связи божества со смертным.

## В античный период
В Древней Греции и Риме термин полубог (лат. semideus, др.-греч. ἡμίθεος) не имел последовательного определения, он использовался нечасто и потому обладал несколькими значениями. В архаический период первые его упоминания встречаются у поэтов Гомера и Гесиода. Оба они описывают мёртвых героев как ἡμίθεοι (то есть «полубоги»), не обозначая при этом, что один из его родителей божественного происхождения, а другой смертный. Тех, кто демонстрировал силу, власть, хорошую семью, прославил своё имя выдающимися деяниями, тем более подвигами, нередко называли героями, а после смерти их можно было причислить к ἡμίθεοι — процесс, который характеризуется как «героизация». Древнегреческий поэт Пиндар также часто использовал термин ἡμίθεος как синоним слова герой.
По словам римского автора Диона Кассия, римский сенат объявил Гая Юлия Цезаря полубогом после его победы в 46 году до н. э. в битве при Тапсе. Однако современные критики ставят под сомнение, что сенат в действительности сделал это, поскольку Дион Кассий писал в III веке н. э., то есть спустя несколько столетий после смерти Цезаря, и не мог являться свидетелем данного события.
Возможно, первым римлянином, использовавшим термин «полубог», мог быть Овидий (в 17 или 18 году до н. э.), который несколько раз употреблял слово semideus для обозначения малых божеств. Поэт Марк Анней Лукан (39—65) тоже применил это слово в отношении Помпея, чтобы обозначить его божественный статус после смерти.
В более поздние времена римский писатель Марциан Капелла (360—428) предложил следующую иерархию богов:
- собственно боги, или главные боги;
- гении, или даймоны;
- полубоги, или семоны (обитают в верхних слоях атмосферы);
- тени и призраки героев (обитают в нижних слоях атмосферы);
- боги, обитающие на земле, такие как фавны и сатиры.

## У кельтов
В мифологии кельтов в качестве полубога известен воин Кухулин, герой ирландского национального эпоса «Похищение быка из Куальнге». Он сын ирландского бога Луга и смертной принцессы Дехтире.

## В индуизме
В индуизме полубоги — это в своём роде администраторы Вселенной. Они следят за всеобщим порядком и соблюдением законов мироздания. Кроме того, они надзирают за индивидуальными и коллективными кармическими реакциями, за счастьем и несчастьем в соответствии с теми или иными действиями людей в прошлом. В этом отношении точка зрения на процессы во Вселенной со стороны ведической культуры во многом соответствует представлениям древних египтян, греков, римлян, естественным верованиям племён Африки, индейцев Америки, аборигенов Австралии. Как и в большинстве дохристианских традиций, в индуизме принимается тот факт, что делами во Вселенной управляют различные помощники бога (полубоги).
Из известных полубогов упоминаются Брахма, создатель Вселенной и первое сотворённое существо; Шива, разрушитель Вселенной; Царь Индра, управляющий райскими планетами и погодой; Вайю, полубог, ответственный за ветер и воздух; Чандра, повелевающий Луной и растениями; Агни, полубог огня; Варуна, повелитель морей и океанов; Ямараджа, владыка смерти, и множество других полубогов, которые контролируют земные стихии и распоряжаются телами живых людей.
Однако Ведические писания, вопреки распространённому мнению, не основываются на политеизме или пантеизме в привычном понимании этих слов. В конечном счёте они представляют монотеистическую концепцию мира, утверждая, что над всеми этими божествами (на самом деле полубогами) стоит Верховный Бог, наиболее популярные санскритские имена которого — это Кришна, Хари, Рама, Нараяна и Вишну. Каждое из этих имён относится к одной и той же Верховной Личности.

## В китайской мифологии
В китайской мифологии известен один выдающийся полубог — Эрлан-шэнь. В «Путешествии на Запад» упоминается, что младшая сестра нефритового императора Юй-ди спустилась в мир смертных и родила ребёнка по имени Ян Цзян. Впоследствии он вырос и стал божеством, известным как Эрлан-шэнь.

## В филиппинской мифологии
В традиционной, дохристианской религиозной мифологии народностей Филиппин полубоги часто встречаются в сказках. Многие из этих полубогов равны по силе и влиянию главным богам и богиням. Вот примеры таких полубогов: Маяри, тагальская богиня луны, которая правит миром каждую ночь; Тала, тагальская богиня звёзд; Ханан, тагальская богиня утра; Апо Анно, герой-полубог у народа канканай; Ориол, полузмея-полубогиня у биколанцев, которая принесла мир на землю после победы над всеми зверями в Ибалонге; Лаон, хилигайнонский полубог, который может разговаривать с животными и победил безумного дракона на горе Канлаон; Овуг, полубог грома и молний народности ифугао, у которого есть раздельные проявления жизни в верхнем мире и на земле; Такьяйен, тингианский полубог, сын богини звёзд Гагайомы; трое тумандокских полубогов — сыновья Алунсины, а именно: Лабау Донгон, Хумадапнон и Думалапдап.

## Современное употребление термина
В английском языке термин «полубог» (demigod) впервые появился в конце XVI — начале XVII века при переводе латинского слова semideus («полубог») и древнегреческого δαίμων («дух, божество»). Аналогичным путём этот термин образовался во французском языке — demi-dieu. В испанском, итальянском и других языках романской группы он трансформировался из латинского semideus. В немецком, русском и некоторых других языках слово появилось путём перевода латинского semideus на эти языки: Halbgott на немецком, полубог на русском, półbóg на польском и т. д.
Термин «полубог» часто используют в переносном смысле для описания людей, наделённых необычными способностями. Английский поэт Джон Мильтон в поэме «Потерянный рай» утверждает, что ангелы являются полубогами. Полубоги — важные фигуры в книгах американского писателя Рика Риордана, автора серии романов про Перси Джексона, в которых многие персонажи, включая самого Перси Джексона, являются полубогами. В произведениях Риордана полубог определяется как личность, у которого один из родителей человек, а другой — божество.
В серии компьютерных игр God of War, наряду с богами, фигурируют также и полубоги, такие как Персей, Геркулес, главный герой Кратос и его брат Деймос, последние из которых оказываются детьми Зевса и смертной женщины.
Дуэйн Джонсон в диснеевском мультфильме «Моана» 2016 года озвучил роль Мауи — полубога из полинезийской мифологии.